# Pamela Lyndon Travers
Pamela Lyndon Travers, nascida Helen Lyndon Goff (Maryborough, 9 de agosto de 1899 - Londres, 23 de abril de 1996), foi uma atriz, jornalista e escritora australiana, mais conhecida por ser autora dos livros com a babá Mary Poppins.

## Vida
Goff nasceu em Maryborough, Queensland, e cresceu no mato australiano antes de ser enviado para um internato em Sydney. Sua escrita foi publicada pela primeira vez quando ela era adolescente, e ela também trabalhou brevemente como atriz profissional de Shakespeare. Ao emigrar para a Inglaterra aos 25 anos, ela adotou o nome de "Pamela Lyndon Travers" e adotou o pseudônimo "PL Travers" em 1933, enquanto escrevia o primeiro dos oito livros de Mary Poppins.
Travers viajou para Nova York durante a Segunda Guerra Mundial enquanto trabalhava para o Ministério da Informação britânico. Naquela época, Walt Disney entrou em contato com ela para vender para a Walt Disney Productions os direitos de uma adaptação cinematográfica de Mary Poppins. Após anos de contato, que incluiu visitas a Travers em sua casa em Londres, Walt Disney obteve os direitos e o filme Mary Poppins estreou em 1964.
Em 2004, uma adaptação musical teatral dos livros e do filme estreou no West End; estreou na Broadway em 2006. Um filme baseado nos esforços da Disney para persuadir Travers a vender-lhe os direitos do filme Mary Poppins foi lançado em 2013, Saving Mr. Banks, no qual Travers é interpretado por Emma Thompson. Em uma sequência de 2018 do filme original, Mary Poppins Returns, Poppins, interpretada por Emily Blunt, retorna para ajudar a família Banks mais uma vez.

## Obras

### Livros
- Mary Poppins, London: Gerald Howe, 1934
- Mary Poppins Comes Back, London: L. Dickson & Thompson Ltd., 1935
- I Go By Sea, I Go By Land, London: Peter Davies, 1941
- Aunt Sass, New York: Reynal & Hitchcock, 1941
- Ah Wong, New York: Reynal & Hitchcock, 1943
- Mary Poppins Opens the Door, London: Peter Davies, 1943
- Johnny Delaney, New York: Reynal & Hitchcock, 1944
- Mary Poppins in the Park, London: Peter Davies, 1952
- Gingerbread Shop, 1952
- Mr. Wigg's Birthday Party, 1952
- The Magic Compass, 1953
- Mary Poppins From A to Z, London: Collins, 1963
- The Fox at the Manger, London: Collins, 1963
- Friend Monkey, London: Collins, 1972
- Mary Poppins in the Kitchen, New York & London: Harcourt Brace Jovanovich, 1975
- Two Pairs of Shoes, New York: Viking Press, 1980
- Mary Poppins in Cherry Tree Lane, London: Collins, 1982
- Mary Poppins and the House Next Door, London: Collins. 1988.

### Coletâneas
- Stories from Mary Poppins, 1952

### Não-ficção
- Moscow Excursion, New York: Reynal & Hitchcock, 1934
- George Ivanovitch Gurdjieff, 1973
- About the Sleeping Beauty, London: Collins, 1975
- What the Bee Knows: Reflections on Myth, Symbol and Story, 1989